# Leon Gregory
Leon Gregory OAM (eigentlich Leonard Stuart Gregory; * 23. November 1932) ist ein ehemaliger australischer Sprinter.
Bei den Olympischen Spielen 1956 in Melbourne gewann er in der 4-mal-400-Meter-Staffel mit der australischen Mannschaft in der Besetzung Gregory, David Lean, Graham Gipson und Kevan Gosper die Silbermedaille.
1951 und 1955 wurde er nationaler Meister über 440 Yards.
Für seine Verdienste um die olympische Bewegung und die Leichtathletik wurde der 2017 mit der Medaille des Order of Australia ausgezeichnet.